# Фабіу Мартінш
Фабіу Мартінш (порт. Fábio Martins, нар. 24 липня 1993, Віла-Нова-де-Гайя) — португальський футболіст, півзахисник клубу «Брага». На умовах оренди грає за саудівський «Аль-Шабаб».

## Клубна кар'єра
Народився 24 липня 1993 року в місті Віла-Нова-де-Гайя. Вихованець футбольної школи клубу «Порту». З 2012 року став виступати за дублюючу команду, в якій провів один сезон, взявши участь у 29 матчах чемпіонату, втім до основної команди так і не пробився.
У сезоні 2013/14 виступав за «Авеш» у Сегунді, після чого перейшов у «Брагу». Втім і у новій команді здебільшого виступав у другому дивізіоні, зігравши за першу команду в чемпіонаті лише один матч. В результаті з літа 2015 року по сезону Мартінш провів на правах оренди в клубах вищого дивізіону «Пасуш ді Феррейра» та «Шавіш».
Влітку 2017 року Фабіу повернувся в «Брагу» і за наступний сезон відіграв 27 матчів в національному чемпіонаті. Згодом його ігровий час у команді скоротився і в липні 2019 року був орендований клубом «Фамалікан». За рік, у вересні 2020 року, став гравцем саудівського «Аль-Шабаба», також на умовах річної оренди.

## Виступи за збірні
2009 року дебютував у складі юнацької збірної Португалії, взяв участь у 22 іграх на юнацькому рівні, відзначившись 5 забитими голами.
2013 року залучався до складу молодіжної збірної Португалії. На молодіжному рівні зіграв у 6 офіційних матчах.